# Höglandstaggnäbb
Höglandstaggnäbb (Acanthiza katherina) är en fågel i familjen taggnäbbar inom ordningen tättingar.

## Utbredning och systematik
Fågeln förekommer i regnskog i nordöstra Queensland (från Cooktown till Paluma Range). Den behandlas som monotypisk, det vill säga att den inte delas in i några underarter.

## Status
IUCN kategoriserar arten som sårbar.